# Disclisioprocta vorax
Disclisioprocta vorax är en fjärilsart som beskrevs av Embrik Strand 1980. Disclisioprocta vorax ingår i släktet Disclisioprocta och familjen mätare. Inga underarter finns listade i Catalogue of Life.